# Repesca Conmebol-Concacaf por la clasificación para la Copa Mundial de Fútbol de 2010
La Repesca entre Conmebol y Concacaf por la clasificación para la Copa Mundial de Fútbol de 2010 se desarrolló en dos partidos, de ida y vuelta, entre Uruguay, que ocupó el quinto puesto del torneo clasificatorio de la Conmebol y Costa Rica, que ocupó el cuarto lugar del hexagonal final de la clasificatoria de la Concacaf.
Los partidos se disputaron el 14 y 18 de noviembre de 2009.

## Antecedentes
Esta fue la tercera repesca intercontinental consecutiva para Uruguay, que ya la había disputado antes para el Mundial de Corea-Japón 2002, ganando a Australia por 3 a 1 en el marcador global. Se enfrentó nuevamente contra Australia en la clasificatoria del Mundial de Alemania 2006, empatando por 1 a 1 en el marcador global, pero quedando eliminado tras los lanzamientos desde el punto penal (4–2).
Fue también, el primer repechaje intercontinental para Costa Rica.

## Partidos

### Ida
| 1          | POR        | Keylor Navas      |     |
| 13         | DEF        | Roy Miller        | 77' |
| 3          | DEF        | Luis Marín        | 63' |
| x          | DEF        | Gilberto Martínez | 23' |
| 2          | DEF        | Esteban Sirias    |     |
| x          | MED        | Randall Azofeifa  |     |
| 10         | MED        | Walter Centeno    |     |
| 5          | MED        | Celso Borges      |     |
| 14         | DEL        | Christian Bolaños |     |
| 9          | DEL        | Álvaro Saborío    |     |
| 11         | DEL        | Bryan Ruiz        |     |
| Entrenador | Entrenador | René Simões       |     |

| 1          | POR        | Fernando Muslera         |     |
| 2          | DEF        | Diego Lugano             |     |
| 3          | DEF        | Diego Godín              |     |
| 4          | DEF        | Mauricio Victorino       |     |
| 17         | MED        | Álvaro González          |     |
| 7          | MED        | Álvaro Fernández         |     |
| 8          | MED        | Sebastián Eguren         |     |
| 11         | MED        | Álvaro Pereira           |     |
| 14         | MED        | Nicolás Lodeiro          | 61' |
| 9          | DEL        | Luis Suárez              | 81' |
| 10         | DEL        | Diego Forlán             |     |
| Entrenador | Entrenador | Óscar Washington Tabárez |     |

| 4  | DEF | Michael Umaña   | 23' |
| 7  | DEL | Rolando Fonseca | 63' |
| 15 | DEF | Júnior Díaz     | 77' |

| x  | MED | Jorge Rodríguez     | 61' |
| 18 | DEL | Sebastián Fernández | 81' |

| Anotado | 22' | Diego Lugano | 0–1 |

| Amonestado | 30'   | Randall Azofeifa |
| Amonestado | 90'+2 | Walter Centeno   |

| Amonestado | 33' | Mauricio Victorino |
| Amonestado | 42' | Álvaro Fernández   |
| Amonestado | 54' | Diego Godín        |
| Amonestado | 78' | Luis Suárez        |

| Otorgado · Otorgado otra vez · Expulsado | 52' | Randall Azofeifa |

| Árbitro             | Alberto Undiano   |
| Árbitros asistentes | Fermín Martínez   |
| Árbitros asistentes | Juan Yuste        |
| Cuarto árbitro      | Carlos Clos Gómez |

| 1          | POR        | Keylor Navas      |     |
| 13         | DEF        | Roy Miller        | 77' |
| 3          | DEF        | Luis Marín        | 63' |
| x          | DEF        | Gilberto Martínez | 23' |
| 2          | DEF        | Esteban Sirias    |     |
| x          | MED        | Randall Azofeifa  |     |
| 10         | MED        | Walter Centeno    |     |
| 5          | MED        | Celso Borges      |     |
| 14         | DEL        | Christian Bolaños |     |
| 9          | DEL        | Álvaro Saborío    |     |
| 11         | DEL        | Bryan Ruiz        |     |
| Entrenador | Entrenador | René Simões       |     |

| 1          | POR        | Fernando Muslera         |     |
| 2          | DEF        | Diego Lugano             |     |
| 3          | DEF        | Diego Godín              |     |
| 4          | DEF        | Mauricio Victorino       |     |
| 17         | MED        | Álvaro González          |     |
| 7          | MED        | Álvaro Fernández         |     |
| 8          | MED        | Sebastián Eguren         |     |
| 11         | MED        | Álvaro Pereira           |     |
| 14         | MED        | Nicolás Lodeiro          | 61' |
| 9          | DEL        | Luis Suárez              | 81' |
| 10         | DEL        | Diego Forlán             |     |
| Entrenador | Entrenador | Óscar Washington Tabárez |     |

| 4  | DEF | Michael Umaña   | 23' |
| 7  | DEL | Rolando Fonseca | 63' |
| 15 | DEF | Júnior Díaz     | 77' |

| x  | MED | Jorge Rodríguez     | 61' |
| 18 | DEL | Sebastián Fernández | 81' |

| Anotado | 22' | Diego Lugano | 0–1 |

| Amonestado | 30'   | Randall Azofeifa |
| Amonestado | 90'+2 | Walter Centeno   |

| Amonestado | 33' | Mauricio Victorino |
| Amonestado | 42' | Álvaro Fernández   |
| Amonestado | 54' | Diego Godín        |
| Amonestado | 78' | Luis Suárez        |

| Otorgado · Otorgado otra vez · Expulsado | 52' | Randall Azofeifa |

| Árbitro             | Alberto Undiano   |
| Árbitros asistentes | Fermín Martínez   |
| Árbitros asistentes | Juan Yuste        |
| Cuarto árbitro      | Carlos Clos Gómez |

### Vuelta
| 1          | POR        | Fernando Muslera         |     |
| 2          | DEF        | Diego Lugano             |     |
| 6          | DEF        | Andrés Scotti            | 72' |
| 3          | DEF        | Diego Godín              |     |
| 16         | DEF        | Maximiliano Pereira      |     |
| 15         | MED        | Diego Pérez              |     |
| 8          | MED        | Sebastián Eguren         |     |
| 11         | MED        | Álvaro Pereira           |     |
| 14         | MED        | Nicolás Lodeiro          | 84' |
| 9          | DEL        | Luis Suárez              | 65' |
| 10         | DEL        | Diego Forlán             |     |
| Entrenador | Entrenador | Óscar Washington Tabárez |     |

| 1          | POR        | Keylor Navas      |     |
| 13         | DEF        | Roy Miller        |     |
| 3          | DEF        | Luis Marín        | 68' |
| 4          | DEF        | Michael Umaña     |     |
| 15         | DEF        | Júnior Díaz       |     |
| 17         | MED        | Pablo Herrera     |     |
| 5          | MED        | Celso Borges      | 58' |
| 10         | MED        | Walter Centeno    |     |
| 14         | DEL        | Christian Bolaños |     |
| 11         | DEL        | Bryan Ruiz        |     |
| 16         | DEL        | Víctor Núñez      | 64' |
| Entrenador | Entrenador | René Simões       |     |

| 13 | MED | Sebastián Abreu    | 65' |
| 4  | DEF | Mauricio Victorino | 72' |
| 7  | MED | Álvaro Fernández   | 84' |

| 6 | MED | Michael Barrantes | 58' |
| 7 | DEL | Rolando Fonseca   | 64' |
| 9 | DEL | Álvaro Saborío    | 68' |

| Anotado | 70' | Sebastián Abreu | 1–0 |

| Anotado | 74' | Walter Centeno | 1–1 |

| Amonestado | 30' | Diego Pérez |

| Amonestado | 15' | Christian Bolaños |
| Amonestado | 17' | Roy Miller        |

| Árbitro             | Massimo Busacca |
| Árbitros asistentes | Matthias Arnet  |
| Árbitros asistentes | Manuel Navarro  |
| Cuarto árbitro      | Carlo Bertolini |

| 1          | POR        | Fernando Muslera         |     |
| 2          | DEF        | Diego Lugano             |     |
| 6          | DEF        | Andrés Scotti            | 72' |
| 3          | DEF        | Diego Godín              |     |
| 16         | DEF        | Maximiliano Pereira      |     |
| 15         | MED        | Diego Pérez              |     |
| 8          | MED        | Sebastián Eguren         |     |
| 11         | MED        | Álvaro Pereira           |     |
| 14         | MED        | Nicolás Lodeiro          | 84' |
| 9          | DEL        | Luis Suárez              | 65' |
| 10         | DEL        | Diego Forlán             |     |
| Entrenador | Entrenador | Óscar Washington Tabárez |     |

| 1          | POR        | Keylor Navas      |     |
| 13         | DEF        | Roy Miller        |     |
| 3          | DEF        | Luis Marín        | 68' |
| 4          | DEF        | Michael Umaña     |     |
| 15         | DEF        | Júnior Díaz       |     |
| 17         | MED        | Pablo Herrera     |     |
| 5          | MED        | Celso Borges      | 58' |
| 10         | MED        | Walter Centeno    |     |
| 14         | DEL        | Christian Bolaños |     |
| 11         | DEL        | Bryan Ruiz        |     |
| 16         | DEL        | Víctor Núñez      | 64' |
| Entrenador | Entrenador | René Simões       |     |

| 13 | MED | Sebastián Abreu    | 65' |
| 4  | DEF | Mauricio Victorino | 72' |
| 7  | MED | Álvaro Fernández   | 84' |

| 6 | MED | Michael Barrantes | 58' |
| 7 | DEL | Rolando Fonseca   | 64' |
| 9 | DEL | Álvaro Saborío    | 68' |

| Anotado | 70' | Sebastián Abreu | 1–0 |

| Anotado | 74' | Walter Centeno | 1–1 |

| Amonestado | 30' | Diego Pérez |

| Amonestado | 15' | Christian Bolaños |
| Amonestado | 17' | Roy Miller        |

| Árbitro             | Massimo Busacca |
| Árbitros asistentes | Matthias Arnet  |
| Árbitros asistentes | Manuel Navarro  |
| Cuarto árbitro      | Carlo Bertolini |

## Clasificado
| Bandera de Uruguay                                     |
| Uruguay                                                |
| Archivo:FIFA World Cup South Africa 2010 text logo.png |
| 11.ª participación                                     |